# The Decline of Western Civilization
The Decline of Western Civilization (w TVP emitowany pt. Upadek zachodniej cywilizacji) – amerykański film dokumentalny z 1981 roku zrealizowany przez Penelope Spheeris dotyczący sceny punkrockowej w Los Angeles w latach 1979–1980. W filmie uwieczniono występy legendarnych już dziś zespołów tj: X, Black Flag, Fear, The Germs, Circle Jerks, Alice Bag Band, Catholic Discipline oraz wywiady z Darby Crashem, Exene Cervenką, Keithem Morrisem, Chuckiem Dukowskim i innymi.

## Utwory prezentowane w filmie
1. Alice Bag Band(inne języki) – Gluttony
2. Alice Bag Band – Prowlers in the Night
3. Black Flag – Depression
4. Black Flag – Revenge
5. Black Flag – White Minority
6. Circle Jerks – Back Against the Wall
7. Circle Jerks – Beverly Hills
8. Circle Jerks – I Just Want Some Skank
9. Circle Jerks – Red Tape
10. Circle Jerks – Wasted
11. Catholic Discipline – Barbee Doll Lust
12. Catholic Discipline – Underground Babylon
13. Fear – Beef Bologna
14. Fear – I Don’t Care About You
15. Fear – I Love Living in the City
16. Fear – Let's Have a War
17. Fear – Fear Anthem
18. The Germs – Manimal
19. The Germs – Shutdown
20. X – Beyond and Back
21. X – Johnny Hit and Run Paulene
22. X – Nausea
23. X – Unheard Music
24. X – We're Desperate

## Ścieżka dźwiękowa
Ścieżka dźwiękowa z filmu została wydana w 1981 roku przez firmę Slash Records na LP. Na okładce płyty znajduje się zdjęcie wokalisty The Germs Darby’ego Crash'a, który umarł krótko przed ukazaniem się filmu na rynku.

### Lista utworów
1. Black Flag – White Minority
2. Black Flag – Depression
3. Black Flag – Revenge
4. The Germs – Manimal
5. Catholic Discipline – Underground Babylon
6. X – Beyond And Back
7. X – Johny Hit And Run Paulene
8. X – We're Desperate
9. Circle Jerks – Red Tape
10. Circle Jerks – Back Against The Wall
11. Circle Jerks – I Just Want Some Skank
12. Circle Jerks – Beverly Hills
13. Alice Bag Band – Gluttony
14. Fear – I Don’t Care About You
15. Fear – I Love Livin' In The City
16. Fear – Anthem